# Fesques
Fesques ist eine französische Gemeinde mit 145 Einwohnern (Stand: 1. Januar 2022) im Département Seine-Maritime in der Region Normandie. Sie gehört zum Arrondissement Dieppe und zum Kanton Neufchâtel-en-Bray und ist Mitglied des Kommunalverbands Communauté Bray-Eawy. Die Bewohner werden Fesquois und Fesquoises genannt.

## Geographie
Fesques ist ein Bauerndorf am Ufer der Eaulne im Naturraum Pays de Bray. Es liegt östlich des Zentrums des Départements, etwa 47 Kilometer nordöstlich von Rouen und etwa 32 Kilometer südöstlich von Dieppe. Die Autoroute A 28 verläuft durch das Gemeindegebiet.

### Nachbargemeinden
Umgeben wird Fesques von den fünf Nachbargemeinden:
| Clais |          | Callengeville |
|       | Kompass  | Vatierville   |
| Lucy  | Ménonval |               |

## Etymologie
Fesques ist abgeleitet vom Lateinischen fiscus im Sinne eines „Staatsschatzes“, entwickelte sich mit der Zeit aber als Begriff für einen königlicher Besitz und später einen kirchlicher Besitz.

## Geschichte
Das Heiligtum der Kelten in Mont du Val aux Moines entstand auf einer Fläche im 3. Jahrhundert und 2. Jahrhundert v. Chr. Dort wurden Münzen, Schnallen, Nadeln und Ringe aus Zeit des Römischen Reichs entdeckt.

### Bevölkerungsentwicklung
Die Bevölkerungsanzahl ist durch Volkszählungen seit 1793 bekannt. Die Einwohnerzahlen bis 2005 werden auf der Website der École des Hautes Études en Sciences Sociales veröffentlicht.
| Jahr | Bevölkerungsanzahl |
| ---- | ------------------ |
| 1962 | 195                |
| 1968 | 175                |
| 1975 | 150                |
| 1982 | 142                |
| 1990 | 147                |
| 1999 | 127                |
| 2006 | 129                |
| 2015 | 124                |

## Sehenswürdigkeiten
- Kirche Saint-Martin aus dem 12. Jahrhundert, im 16. Jahrhundert durch den Bau eines Chors erweitert
- Unter Naturschutz stehendes Moor, vom Conservatoire d’espaces naturels du Nord et du Pas-de-Calais verwaltet
- Ehemaliges Haus der Gräfin von Biencourt.

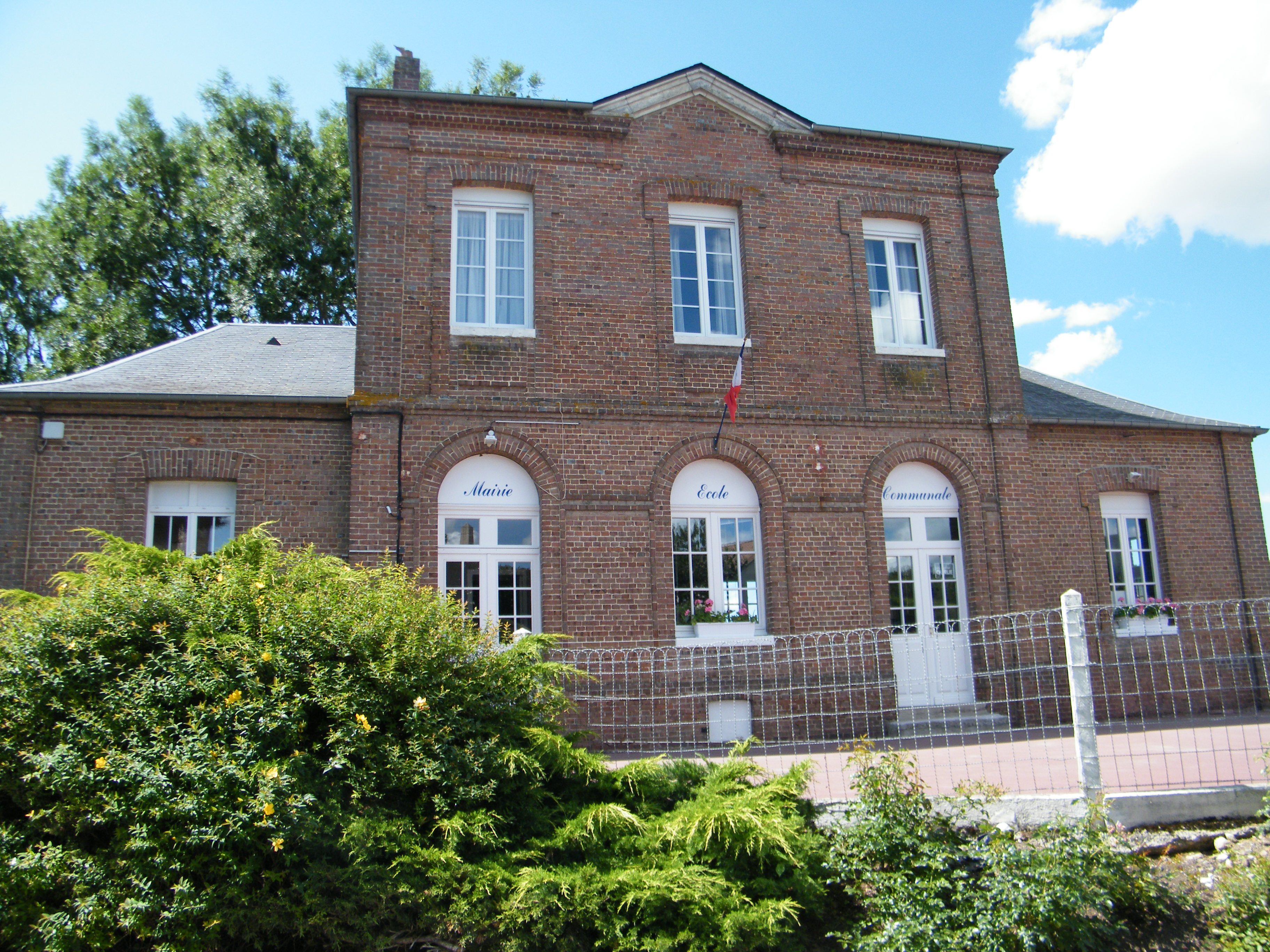
Mairie und Schule in Fesques
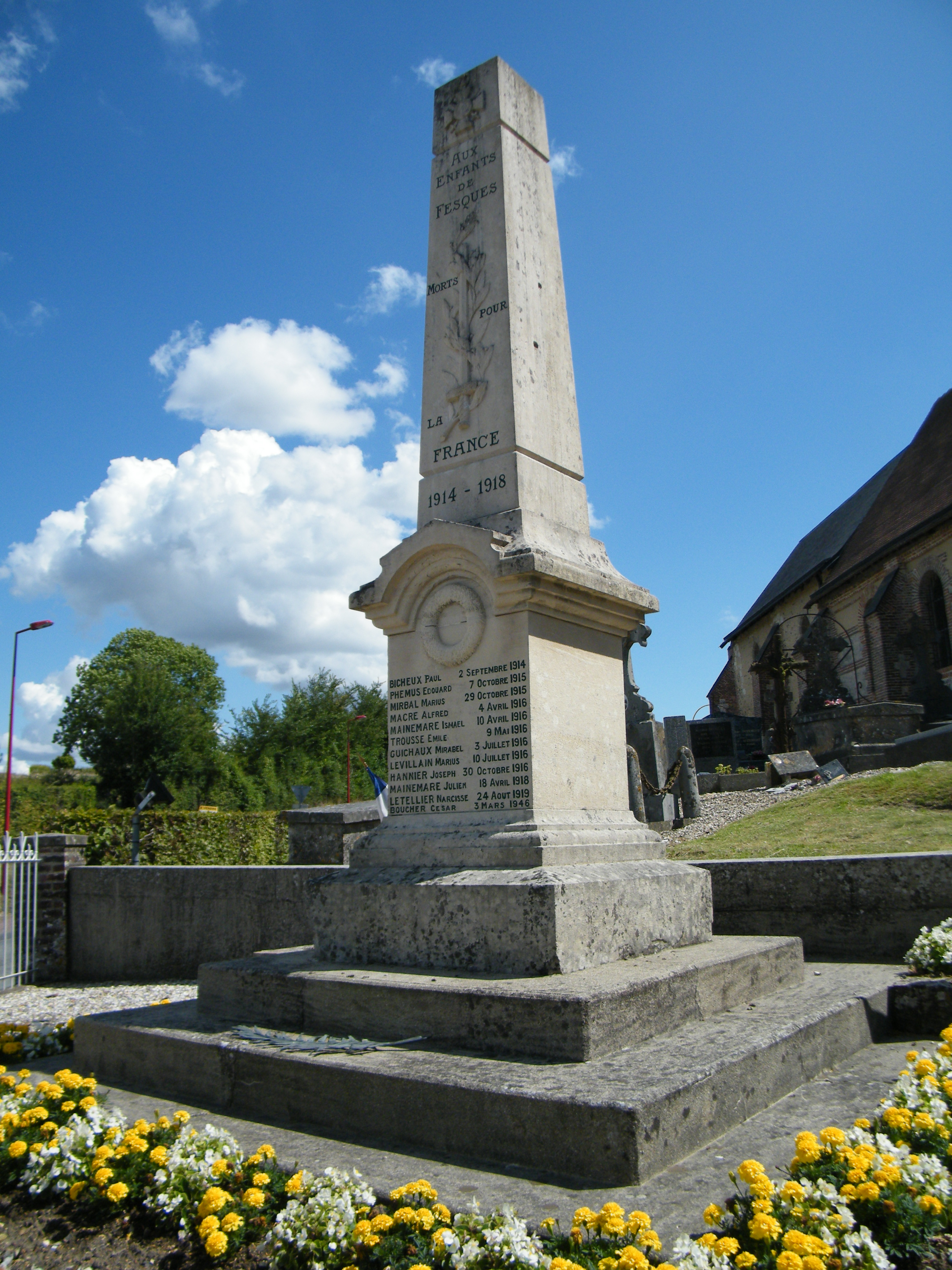
Kriegerdenkmal (Erster Weltkrieg)
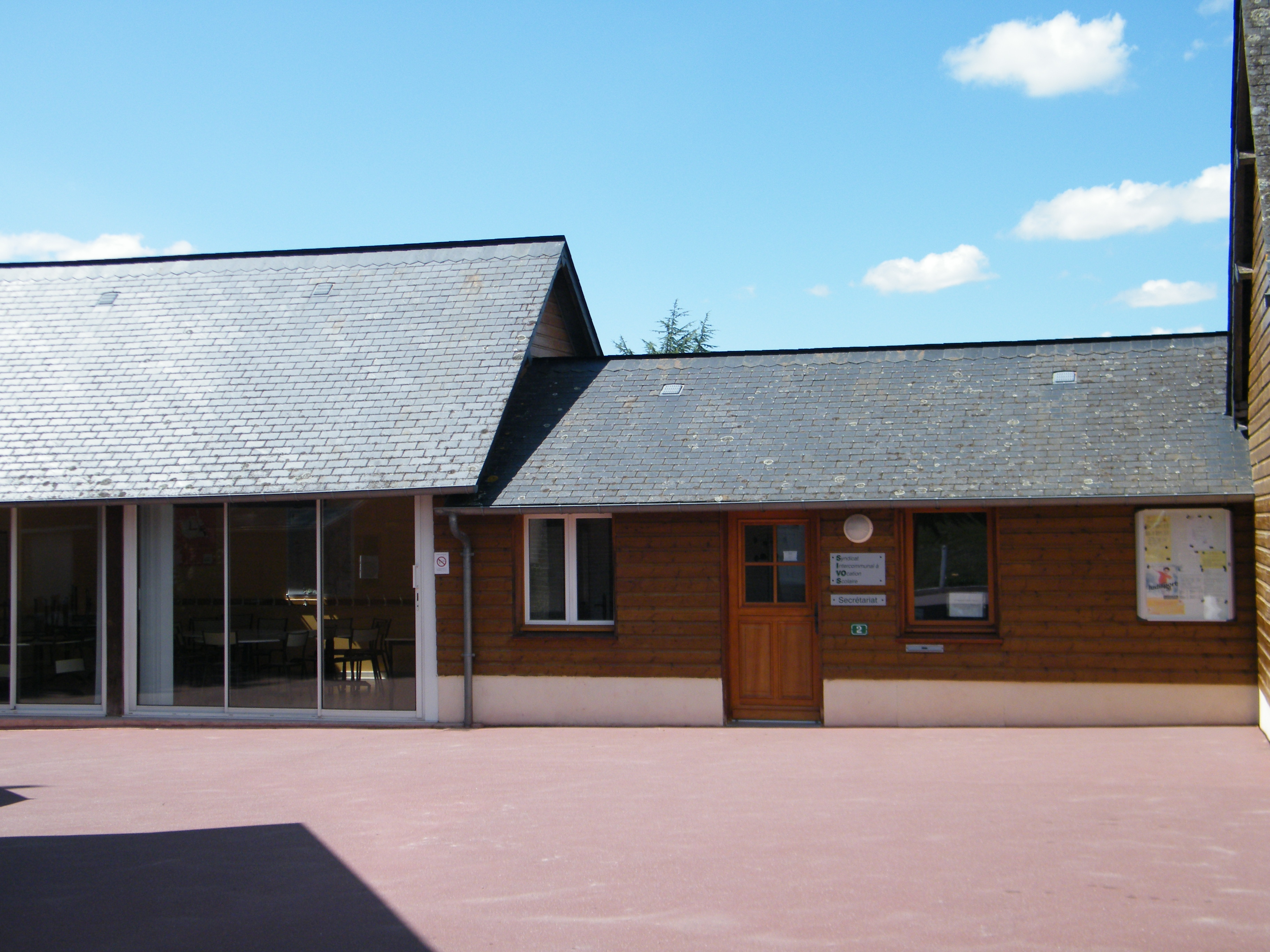
Schule
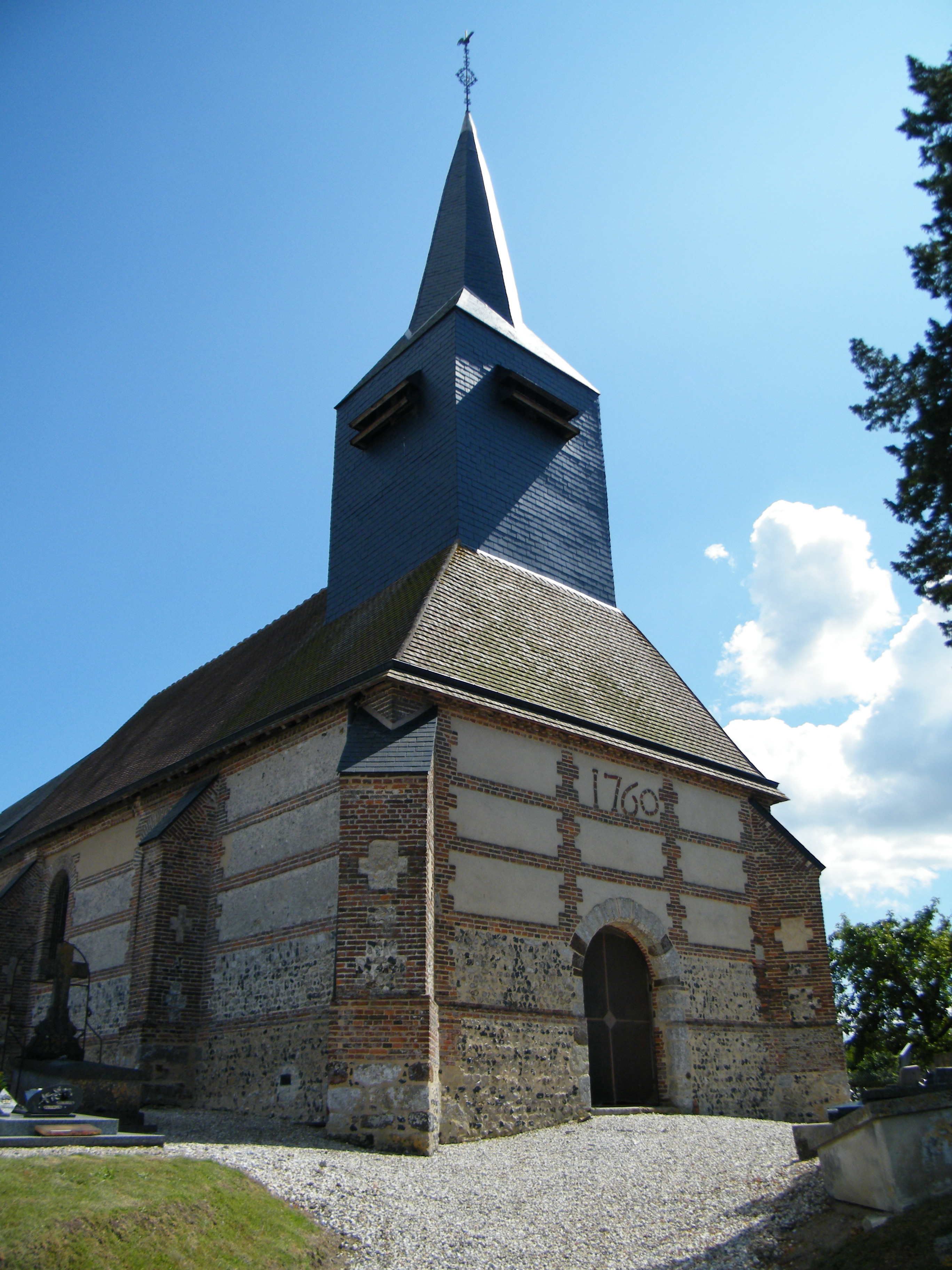
Kirche Saint-Martin